# زرعة بن البرج الطائي
زرعة بن البرج بن مسهر الطائي, كان من أهل النهروان ومن قادة الخوارج وأكبر المحرضين على إمارة علي بن ابي طالب، وكان ممن ناظر علياً وابن عباس.
وهو من رواة الحديث النبوي الشريف، وكان من الخوارج، نشأ في الكوفة، وروى عن عدد من الصحابة والتابعين، اشتهر بصدقه وثقته في رواية الحديث، على الرغم من انتمائه للخوارج، توفي في القرن الثاني الهجري.
محاورتهُ مع علي رضي الله عنه: